# Pán z Prasečkova
Pán z Prasečkova (Monsieur de Pourceaugnac) je comédie-ballet od Molièra. J. B. Lully vytvořil hudební interméda. Hra měla premiéru 6. října 1669 na zámku Chambord. Choreografii pro hru vytvořil P. Beauchamp, scénické stroje navrhl C. Vigarani.

## Vznik a první představení
Molière hru sepsal na zámku Chambord, nacházející se v někdejší provincii Orléanais (Loir-et-Cher) pro pobavení královského dvora Ludvíka XIV. Příběh pojednává o lakotě, intrikách a touze po dobrém společenském postavení. Premiéra se odehrála v říjnu 1669. Molière i Lully v prvním představením účinkovali. Ještě za Molièrova života měla hra 49 repríz.

## Děj
Pan Oront, významný šlechtic, chce provdat svou dceru Julii. Trvá na sňatku s Leonardem z Prasečkova, kterého jí sám vybral. Leonard má peníze, avšak není šlechticem, nýbrž měšťanem. Julie ho však odmítá, protože je zamilovaná do Erasta. Aby Julie s Erastem plánované svatbě zabránili, rozhodnou se Leonarda před otcem znemožnit, k čemuž využijí služeb intrikána a dohazovačky.